# József Veres
Dans le nom hongrois Veres József, le nom de famille précède le prénom, mais cet article utilise l’ordre habituel en français József Veres, où le prénom précède le nom.
József Veres, né le 25 août 1906 à Diósgyőr et mort le 29 juin 1993 à Budapest, est un homme politique hongrois, président du conseil de Budapest entre 1958 et 1963.